# Brahmina tonkinensis
Brahmina tonkinensis är en skalbaggsart som beskrevs av Moser 1908. Brahmina tonkinensis ingår i släktet Brahmina och familjen Melolonthidae. Inga underarter finns listade.